# سیارک ۶۵۲۲
سیارک ۶۵۲۲ (به انگلیسی: 6522 Aci، نامگذاری:1991NQ) شش هزار و پانصد و بیست و دومین سیارک کشف شده‌است که در ۹ ژوئیه ۱۹۹۱ کشف شد.
قدر مطلق سیارک برابر ۱۲٫۸۰ است.